# Đào Thanh Hải
Đào Thanh Hải (sinh ngày 14 tháng 3 năm 1962) là một chính trị gia người Việt Nam, tướng lĩnh Công an nhân dân Việt Nam, hàm Thiếu tướng. Ông từng là Đại biểu quốc hội Việt Nam khóa XIV nhiệm kì 2016-2021, thuộc đoàn đại biểu quốc hội thành phố Hà Nội, Ủy viên Ủy ban Quốc phòng và An ninh của Quốc hội Việt Nam, Phó Bí thư Đảng ủy, Phó Giám đốc Công an thành phố Hà Nội.

## Xuất thân
Đào Thanh Hải sinh ngày 14 tháng 3 năm 1962 quê quán ở xã Xuân Vinh, huyện Thọ Xuân, tỉnh Thanh Hóa.

## Giáo dục
- Giáo dục phổ thông: 10/10
- Đại học Luật (Liên Xô cũ) - Điều tra tội phạm
- Thạc sĩ Xây dựng Đảng và Chính quyền Nhà nước
- Cao cấp lí luận chính trị
- Tiến sĩ Luật hiến pháp và luật hành chính

## Sự nghiệp
Ông gia nhập Đảng Cộng sản Việt Nam vào ngày 20/5/1985.
Ông từng có thời gian dài làm ở Phòng Cảnh sát điều tra tội phạm về trật tự xã hội (PC45, Phòng Cảnh sát Hình sự) thành phố Hà Nội, trụ sở ở số 7 phố Thiền Quang, Hà Nội. Ông đi lên từ chiến sĩ trinh sát đến Đội trưởng (2007, trung tá), Phó Trưởng phòng rồi Trưởng phòng Phòng Cảnh sát Hình sự Hà Nội (2011-2012, thượng tá).
Sau đó ông giữ chức Trưởng Công an quận Thanh Xuân, Hà Nội.
Tháng 6 năm 2014, ông (lúc này đang đại tá) được bổ nhiệm làm Phó giám đốc Công an thành phố Hà Nội.
Ngày 22 tháng 5 năm 2016, ông trúng cử đại biểu Quốc hội Việt Nam khóa XIV ở ở đơn vị bầu cử số 5 Hà Nội (gồm Đan Phượng, Hoài Đức, Bắc Từ Liêm, Nam Từ Liêm) với tỉ lệ 74,04% số phiếu hợp lệ.
Thiếu tướng Đào Thanh Hải từng là Đại biểu Quốc hội Việt Nam, Phó Bí thư Đảng ủy, Phó Giám đốc Công an thành phố Hà Nội, Ủy viên Ủy ban Quốc phòng và An ninh Quốc hội (Việt Nam).
Sáng ngày 31 tháng 3 năm 2022, CATP Hà Nội đã trang trọng tổ chức Lễ công bố và trao Quyết định của Bộ trưởng Bộ Công an về việc nghỉ công tác chờ hưởng chế độ hưu trí đối với đồng chí Thiếu tướng Đào Thanh Hải, Phó Bí thư Đảng ủy, Phó Giám đốc CA TP Hà Nội. 
Ngày 15 tháng 3 năm 2023, Công an TP Hà Nội tổ chức trao quyết định về việc hưởng chế độ hưu trí cho Thiếu tướng Đào Thanh Hải – nguyên Phó Bí thư Đảng ủy, Phó Giám đốc Công an TP Hà Nội. 

## Đại biểu Quốc hội Việt Nam nhiệm kì 2016-2021
Sáng 7/11/2017, trong kì họp thứ 4 Quốc hội Việt Nam khóa 14, ở hội trường Quốc hội, với tư cách đại biểu Quốc hội và Phó Giám đốc Công an thành phố Hà Nội, ông cho biết trong vụ tranh chấp đất đai tại Đồng Tâm, huyện Mỹ Đức, Hà Nội vào ngày 15 tháng 4 năm 2017, ông Lê Đình Kình bị gãy chân là do gia đình ông Kình xô xát, giằng co chống lại cảnh sát chứ không phải do một cảnh sát đánh gãy chân ông Kình như ông Kình tố giác và phản ánh trước đó của đại biểu Dương Trung Quốc. Phản bác qua video trên Facebook ngày 8/11, trong cuộc họp hàng tuần người dân Đồng Tâm, ông Kình cho biết hôm 15/4 sau khi cán bộ yêu cầu người dân ra về, chỉ còn lại vài người trong đó có hai ông Bùi Viết Hiểu, Bùi Văn Vệ và bà Hoàng Thị Thăng, một cán bộ đã nổ súng bắn chỉ thiên và ngay sau đó ông bị một cán bộ "đá văng" làm gãy xương đùi. Ông Kình giữ nguyên cáo buộc: "Hai cảnh sát cơ động, mỗi người khiêng tay và chân tôi, quăng lên xe như một con thú," Hai ông Hiểu và Vệ và bà Thăng cũng xuất hiện trong video phát trực tuyến trên Facebook xác nhận lại lời tường thuật của cụ Kình.

## Lịch sử thụ phong quân hàm
| Năm thụ phong | 2018        |
| ------------- | ----------- |
| Quân hàm      |             |
| Cấp bậc       | Thiếu tướng |